# Áno Kalívia
Áno Kalívia (Ano Kalyvia) är en ort i Grekland.   Den ligger i prefekturen Fthiotis och regionen Grekiska fastlandet, i den centrala delen av landet, 130 km nordväst om huvudstaden Aten. Áno Kalívia ligger 289 meter över havet och antalet invånare är 174.
Terrängen runt Áno Kalívia är varierad. Runt Áno Kalívia är det ganska glesbefolkat, med 24 invånare per kvadratkilometer. Närmaste större samhälle är Amfíkleia, 3,2 km sydost om Áno Kalívia. 